# ヨーロッパ教区

ヨーロッパ教区のロゴ

ヨーロッパ教区の紋章

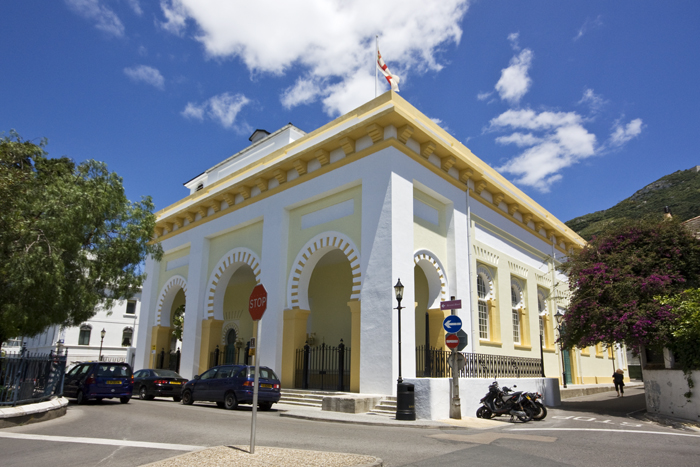
ジブラルタルの聖三一大聖堂

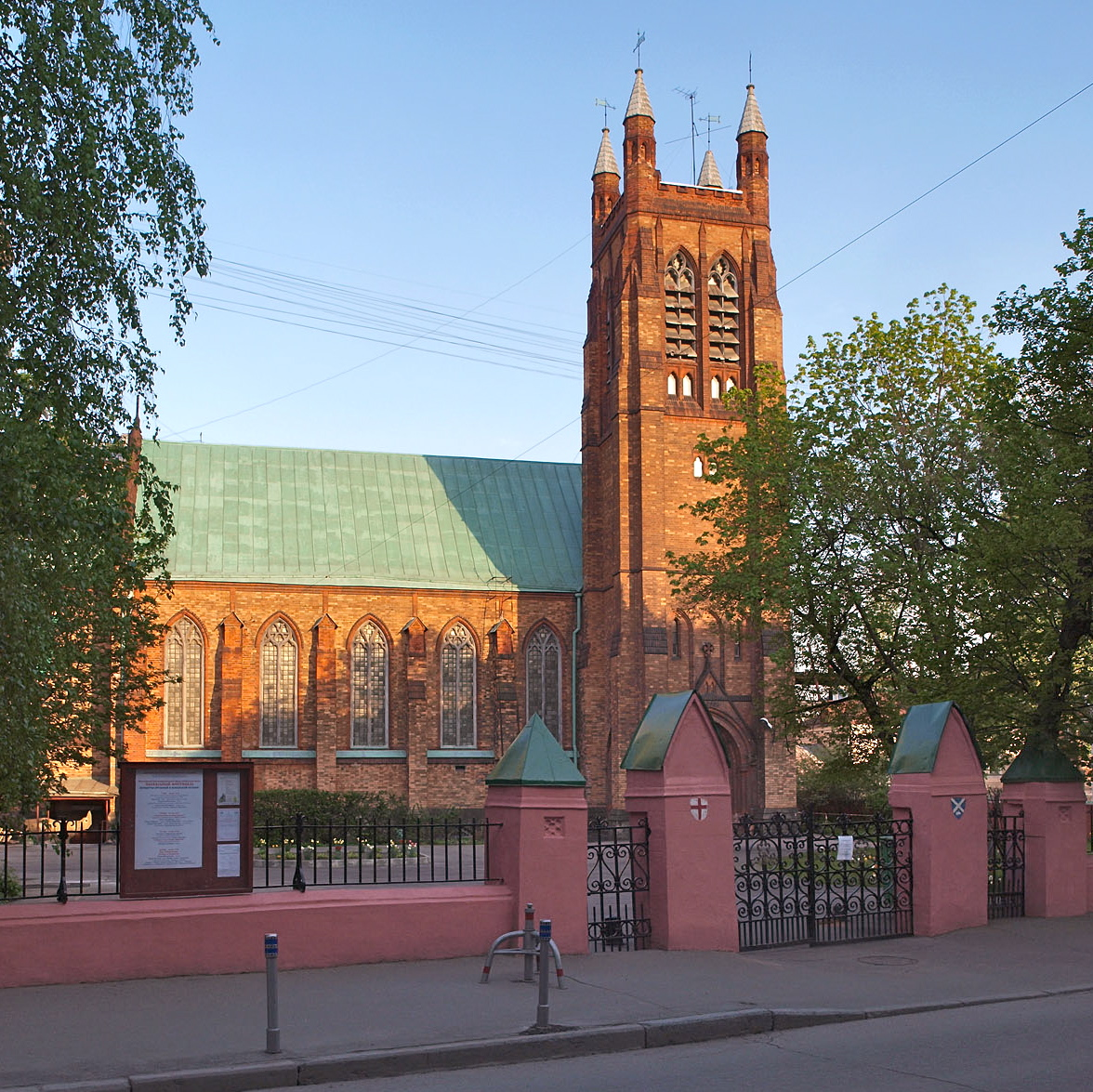
モスクワの聖アンデレ教会

ヨーロッパ教区 (ヨーロッパきょうく、英語: Diocese in Europe)は、ヨーロッパ大陸にある聖公会教会・集会が所属する教区で、イングランド教会カンタベリー管区の管轄下にあり、教区本部はジブラルタル（イギリスの海外領土）の聖三一大聖堂にある。

## 概要
イングランド教会の教会・集会は宗教改革以前からヨーロッパ大陸にも作られていて、1633年にはロンドンの主教の下になっていた。パリに本部を置くなどの経過を経て、1842年にはジブラルタル教区（Diocese of Gibraltar）が設立され、西のポルトガルから東のカスピ海までをカバーし、具体的にはリスボン、オポルト、ジブラルタル、マラガ、マルセイユ、ニース、チュニス、ルッカ、レグホン、フィレンツェ、ローマ、パレルモ、トリエステ、バレッタ、メッシーナ、ナポリ、コルフ、ザキントス、アテネ、シロス、スマーナ、コンスタンティノープルであった。
1926年にはヨーロッパ北部の集会は「北部・中部教区」になったが、これも1980年代にはヨーロッパ教区にまとまった。こうして、「ヨーロッパのジブラルタル教区」（Diocese of Gibraltar in Europe）という名称が使われるようになり、通称はヨーロッパ教区と呼んでいる。

## 大執事区
広い地域を、現在は７つの大執事区（archdeaconry）に分けて管轄している。
- 東方大執事区

（ロシア：モスクワの聖アンデレ教会とサンクトペテルブルクのスエーデン・ルーテル福音教会にある集会など、ウクライナ：キーウのドイツ・ルーテル福音教会にある集会、東欧諸国、もとのソ連邦諸国、モンゴルの教会および集会）
- ドイツ・北欧州大執事区
- フランス大執事区
- ジブラルタル大執事区

（アンドラ、モロッコ、ポルトガル、スペイン）
- イタリア・マルタ大執事区
- 北西欧州大執事区

（ベルギー、ルクセンブルク、オランダ）
- スイス大執事区

## 参照項目
- カンタベリー管区